# أوليفر كيرش
أوليفر كيرش (بالألمانية: Oliver Kirch)؛ مواليد 21 أغسطس 1982 في ألمانيا، هو لاعب كرة قدم ألماني يلعب لنادي بوروسيا دورتموند كلاعب وسط.

## روابط خارجية
- أوليفر كيرش على موقع قاعدة بيانات كرة القدم.إي يو (الإنجليزية)
- أوليفر كيرش على موقع قاعدة بيانات كرة القدم.إي يو (الإنجليزية)
- أوليفر كيرش على موقع بيانات كرة القدم. دي إي (الألمانية)
- أوليفر كيرش على موقع عالم كرة القدم.نت (الإنجليزية)
- أوليفر كيرش على موقع كووورة
- أوليفر كيرش على موقع AS.com (الإسبانية)